# The World is a Vampire: NWA vs. AAA
The World is a Vampire: NWA vs. AAA es una supercartelera de lucha libre profesional coproducido por National Wrestling Alliance (NWA) y Lucha Libre AAA Worldwide (AAA). Celebrado como parte de la serie NWA Pop-Up Event, el evento se llevó a cabo el 4 de marzo de 2023 en el Foro Sol en Iztacalco, Ciudad de México, México durante el festival de música The World is a Vampire organizado por la banda The Smashing Pumpkins. El evento marcó el primer evento de colaboración realizado por la NWA y AAA.

## Resultados
- Komander & Octagón Jr. derrotaron a Homicide & Cyon.(11:06)[1]
  - Octagón cubrió a Cyon después de aplicarle un «450° Splash».
- Arez & La Hiedra derrotaron a Aron Stevens & Natalia Markova. (7:10)
  - Arez cubrió a Stevens con un «Northern Lights Suplex Pin».
- Kerry Morton (c) derrotó a Sal the Pal y a Jack Cartwheel reteniendo el Campeonato Mundial Junior Peso Pesado de NWA.(10:22)
  - Kerry cubrió a Cartwheel después de aplicarle un «RDT».
- Kamille (c) derrotó a Flammer y retuvo el Campeonato Mundial Femenino de la NWA.(9:35)
  - Kamille cubrió a Flammer después de aplicarle una «Spear».
- Dark Match: Nueva Generación Dinamita (El Cuatrero, Sansón & Forastero) (c) derrotaron a Thom Latimer, Chris Adonis & Kratos reteniendo los Campeonato Mundial de Tríos de AAA.
- La Rebelión (Bestia 666 & Mecha Wolf 450) (c) (con Damián 666) derrotaron a Vampiro & Blue Demon Jr. reteniendo los Campeonatos Mundiales en Parejas de NWA.(10:58)
  - Wolf cubrió a Vampiro después de aplicarle un «Tornado DDT» desde la segunda cuerda.
  - Durante el combate, Damián interfirió a favor de La Rebelión.
- Psycho Clown derrotaron a Trevor Murdoch en un No Disqualification Match.(6:15)
  - Clown cubrió a Murdoch después de aplicarle un «Spear» sobre una mesa en el esquinero.
- Tyrus (c) derrotó a Daga y retuvo el Campeonato Mundial Peso Pesado de NWA.(4:57)[2]
  - Tyrus cubrió a Daga con un «Big Elbow Drop».